# Baselios Mar Thoma Mathews II
Baselios Mar Thoma Mathews II (ur. 30 stycznia 1915 w Perinad, zm. 26 stycznia 2006) – duchowny Malankarskiego Kościoła Ortodoksyjnego, w latach 1991-2006 Katolikos Wschodu i zwierzchnik tegoż Kościoła. 

## Życiorys
Po ukończeniu szkół wstąpił do seminarium duchownego w Kottayam i w 1930 został wyświęcony na diakona. Święcenia kapłańskie przyjął w 1941. Jako kapłan był bardzo szanowany, do tego stopnia, że nadano mu przydomek anielski ojciec. Sakrę biskupią otrzymał 15 maja 1953 z rąk katolikosa Bazylego Jerzego II i objął rządy w diecezji Kollam. W 1980 roku został wybrany na przyszłego katolikosa, urząd objął w 1991 po rezygnacji poprzednika. Zmarł 26 stycznia 2006.
Jego doczesne szczątki spoczęły w kaplicy aśramu Shastamcotta, a następcą na stolicy św. Tomasza został Baselios Mar Thoma Didymos I.